# BFG-50
BFG-50은 미국에서 개발한 저격소총이며 개발년도는 1999년이다. 총기의 이름은 둠 시리즈에 등장하는 가상의 총 BFG-9000에서 따온 것이다.

## 제원
12.7 × 99 mm NATO탄의 폭발력을 견디도록 총열이 최고 품질의 MIL-spec 강철 합금으로 제작되어 있다. 구조가 다른 저격총들에 비하면 매우 간단하여 가격도 2000~3000달러 정도 한다.